# Summer Glau

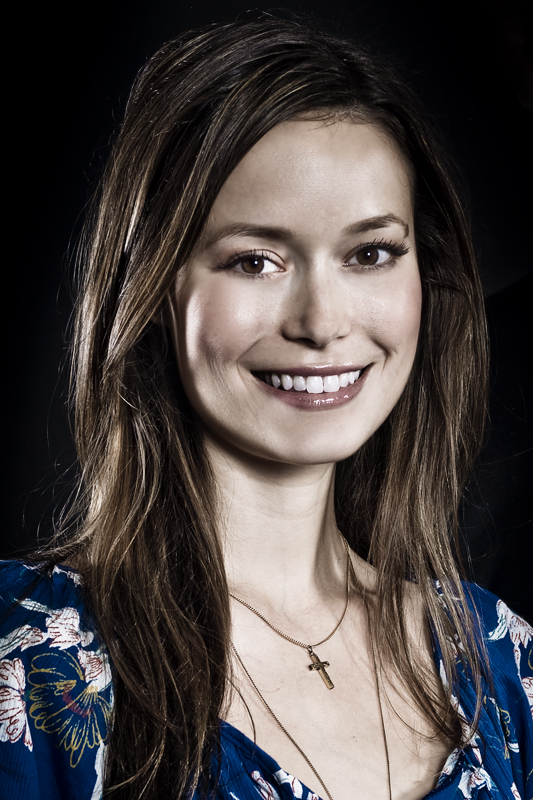
Summer Glau (2009)

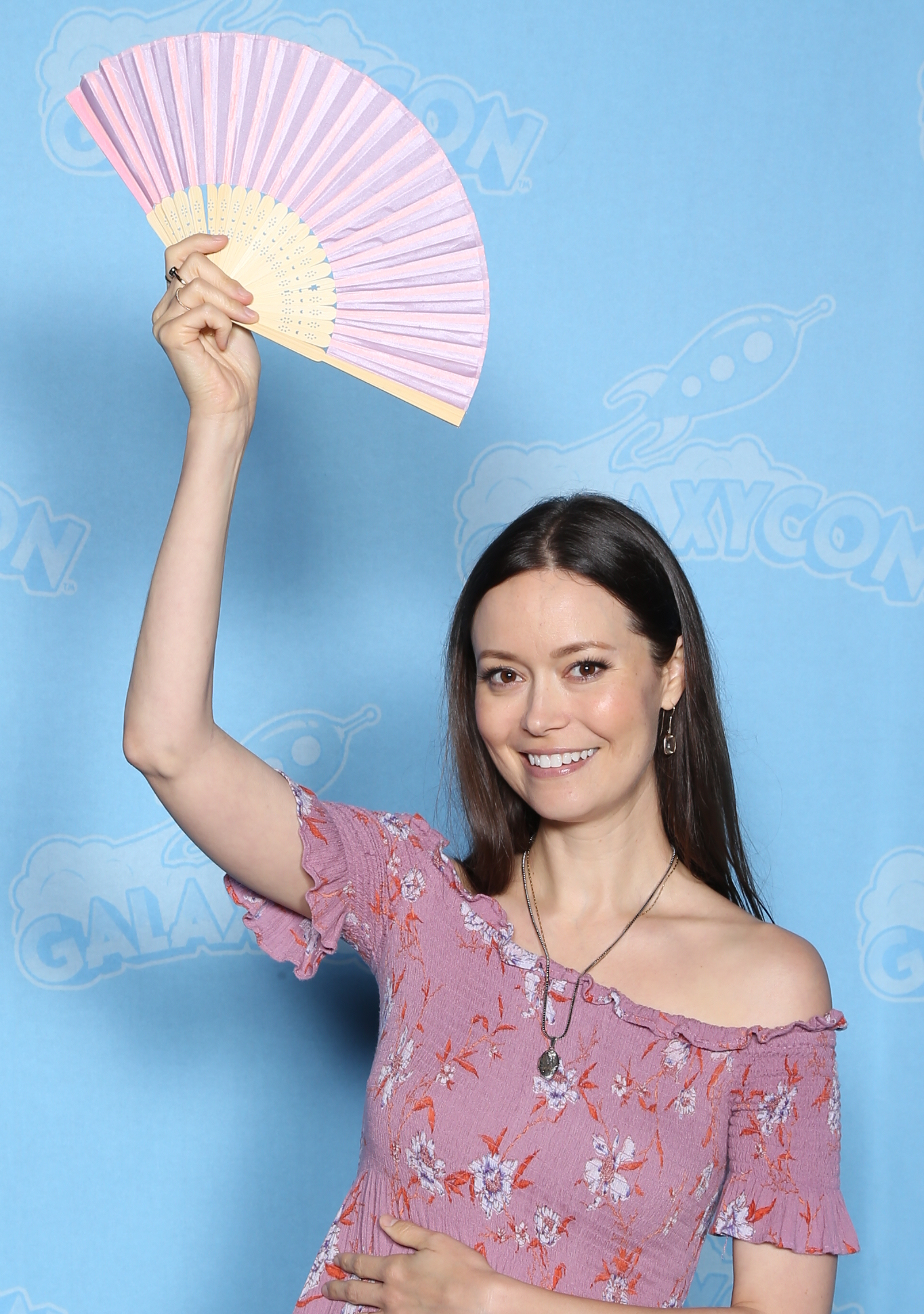
Summer Glau (2019)

Summer Lyn Glau (ur. 24 lipca 1981 w San Antonio) – amerykańska aktorka, występowała w roli River Tam w serialu science fiction Firefly i filmowej kontynuacji Serenity oraz jako Cameron w serialu Terminator: Kroniki Sary Connor.

## Życiorys
Ma szkocko-irlandzko-niemieckie pochodzenie. Zanim została aktorką była także primabaleriną. Dorastała z rodzicami (jej matka była nauczycielką, a ojciec dostawcą) i dwiema młodszymi siostrami – Kaitlin i Christie. Dostała stypendium szkoły baletowej i była uczona w domu przez matkę w klasach od 3 do 12, by pogodzić trening z nauką. Glau trenowała balet klasyczny jak i również tango i flamenco. Jednak po poważnej kontuzji stopy zakończyła karierę i udała się do Los Angeles, by odwiedzić swoich znajomych. Tam udzieliła swojego głosu do kilku reklam dla telewizji. Później przeprowadziła się do Los Angeles, by dalej rozwijać swoją karierę aktorską.

## Filmografia

### Filmy
| Rok  | Tytuł                                             | Rola                     | Uwagi           |
| ---- | ------------------------------------------------- | ------------------------ | --------------- |
| 2015 | Dead End                                          | Franck's wife & Fugitive | krótkometrażowy |
| 2013 | Inside the Box                                    | Sophie                   | krótkometrażowy |
| 2013 | Rycerze (nie) na niby                             | Gwen                     |                 |
| 2012 | Help for the Holidays                             | Christine Prancer        |                 |
| 2011 | The Legend of Hell’s Gate: An American Conspiracy | Maggie Moon              |                 |
| 2010 | Zabójczy miesiąc miodowy                          | Lindsey Ross Forrest     |                 |
| 2010 | Superman/Batman: Apokalipsa                       | Kara / Supergirl         | tylko głos      |
| 2006 | Wtajemniczenie Sary                               | Lindsey Goodwin          |                 |
| 2006 | Mamut                                             | Jack Abernathy           |                 |
| 2005 | Serenity                                          | River Tam                |                 |
| 2004 | Piżama party                                      | Shelly                   |                 |

### Filmy dokumentalne
| Rok  | Tytuł                        | Uwagi |
| ---- | ---------------------------- | ----- |
| 2009 | Blood and Metal              |       |
| 2009 | Designing Destruction        |       |
| 2008 | Creating the Chronicles      |       |
| 2006 | A Filmmaker’s Journey        |       |
| 2005 | Serenity: The 10th Character |       |

### Seriale
| Rok       | Tytuł                             | Rola                    | Uwagi                                   |
| --------- | --------------------------------- | ----------------------- | --------------------------------------- |
| 2019      | Wu Assassins                      | Miss Jones              | 2 odcinki                               |
| 2016      | Castle                            | Kendall Frost           | odcinek: The G.D.S.                     |
| 2014      | Peter Panzerfaust                 | Wendy                   | tylko głos                              |
| 2014      | Sequestered                       | Anna Brandt             | 12 odcinków                             |
| 2013–2014 | Arrow                             | Isabel Rochev / Ravager | 9 odcinków                              |
| 2013      | NTSF:SD:SUV::                     | Olivia Frampton         | odcinek: Comic-Con Air                  |
| 2013      | Hawaii Five-0                     | Maggie Hoapili          | odcinek: Kekoa                          |
| 2012      | Chirurdzy                         | Siostra Emily Kovach    | 2 odcinki                               |
| 2012      | Scent of the Missing              | Sedona                  | odcinek pilotażowy                      |
| 2011–2012 | Alphas                            | Skylar Adams            | 4 odcinki                               |
| 2011      | The Cape                          | Orwell                  |                                         |
| 2010      | Good Morning Rabbit               | Lucy                    | odcinek: National Hamburger Day         |
| 2010      | Chuck                             | Greta                   | odcinek: Chuck Versus the Fear of Death |
| 2009–2010 | Dollhouse                         | Bennett Halverson       | 4 odcinki                               |
| 2009      | Teoria wielkiego podrywu          | jak ona sama            | odcinek: The Terminator Decoupling      |
| 2008–2009 | Terminator: Kroniki Sary Connor   | Cameron Phillips        | 31 odcinków                             |
| 2006–2007 | Jednostka                         | Crystal Burns           | 7 odcinków                              |
| 2005–2007 | 4400 (serial telewizyjny)         | Tess Doerner            | 8 odcinków                              |
| 2004      | CSI: Kryminalne zagadki Las Vegas | Mandy Cooper            | odcinek: What's Eating Gilbert Grissom? |
| 2003      | Dowody zbrodni                    | Paige Pratt             | odcinek: Love Conquers Al               |
| 2002–2003 | Firefly                           | River Tam               | 14 odcinków                             |
| 2002      | Anioł ciemności                   | Prima Ballerina         | odcinek: Waiting in the Wings           |